# Плеханово (Тюменская область)
Плеханово — село в Ярковском районе Тюменской области, центр сельского поселения Плехановское.
В селе располагается деревянная Введенская церковь (Введения во  храм Пресвятой Богородицы).

## Расположение
Село расположено на крутом берегу реки Тавда, примерно в 7 км от  посёлка и железнодорожной станции Усть-Тавда.  Ближайшие населённые пункты — на западе деревня Верхнесидорово, на востоке деревни Сакандыково и Тараканова.
На западе ранее располагалась деревня Смирново, но в 1990-х годах из-за смены политического курса в стране обезлюдела. Оставшиеся дома были перенесены в Плеханово и Верхнесидорово, деревня была ликвидирована.

## Инфраструктура
В селе работает средняя образовательная школа. Функционирует фельдшерско-акушерский пункт.
Работает сельский клуб и сельская библиотека.
Одноимённая автобусная остановка. Есть отделение почты.

## История

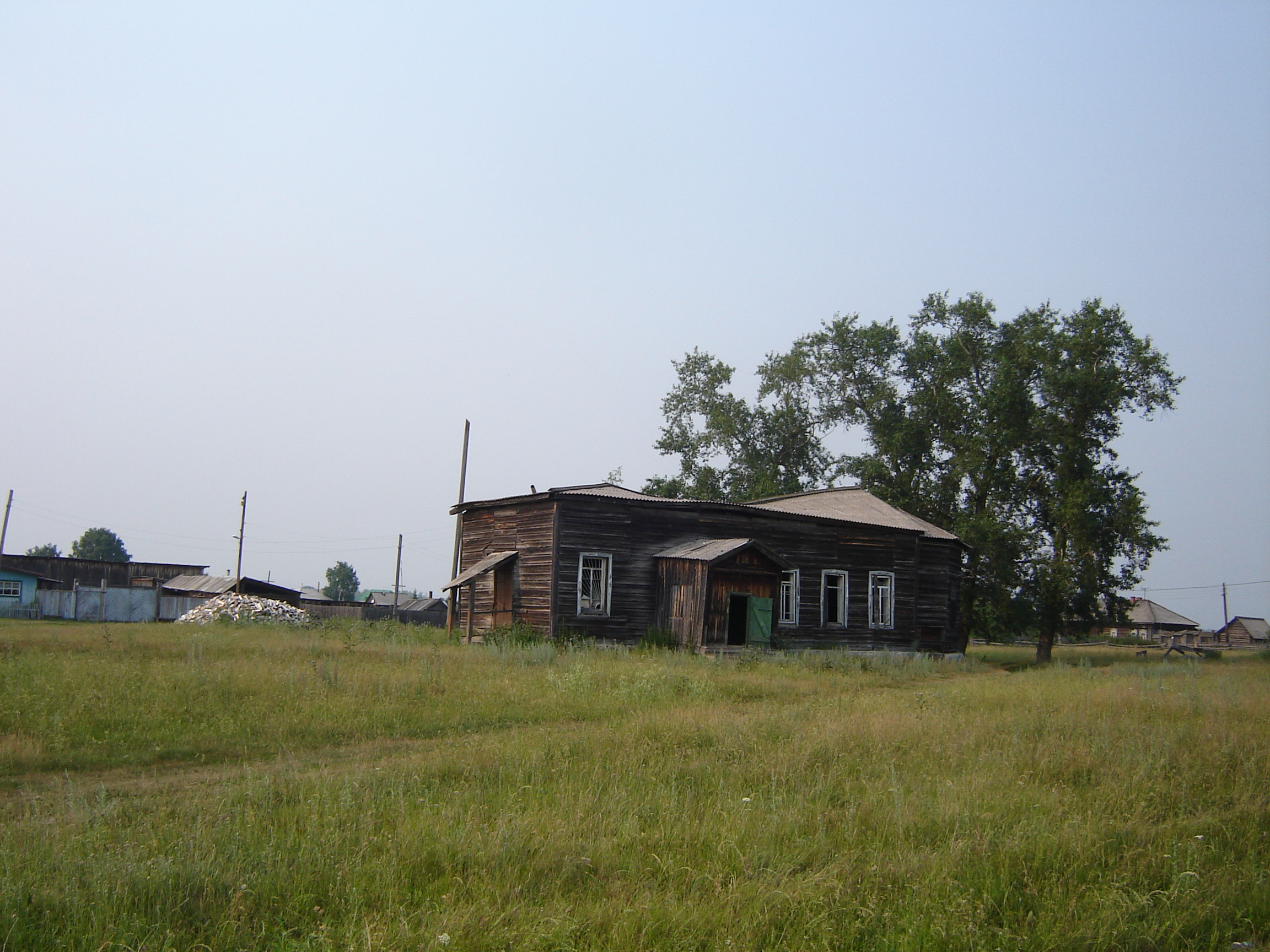
Заброшенное здание Введенской церкви в селе Плеханово

Названо по фамилии первопоселенцев. Учитывая, что одноимённая деревня находилась возле Тюмени, можно сказать, что заселение данной территории происходило одновременно с заселением окрестностей Тюмени. 
Ранее входило в состав Еланской волости Тюменского уезда Тобольской губернии. По рассказам старожилов село получило название по фамилии первых жителей, основавших поселение на берегу реки.
В 1864 году в селе создано сельское училище при Министерстве Российской Федерации. В деревне Верхнесидорово передвижная школа, организованная в 1910 году.
По реке на баржах сплавляли ссыльных на каторгу.
Село до гражданской войны 1918 — 1922 годов было крепким, около 40-ка двухэтажных домов и амбаров. В 1922 году в селе Плеханово произошла резня между "красными" и "белыми". Трупы погибших схоронили в одной яме.
В деревне Верхнесидорово есть обелиск павшим борцам за власть Советов.
В 1922 году образована 7-летняя школа. Позже к ней был присоединён интернат. С 1965 года уже средняя с фруктово-ягодным садом. В 2017 году был произведён генеральный ремонт школы.
12 ноября 1923 года после расформирования Еланской волости село входит в состав образованного Иевлевского района Тюменского округа Уральской области.
17 июня 1925 года вошло в состав образованного Ярковского района.
С 1937 по 1960 год село(сельсовет) входило в состав Байкаловского района. Центром района было село Байкалово, как и Ярково, расположенное на Тобольском тракте.
В центре села на площади располагалась деревянная церковь имени Введения во  храм Пресвятой Богородицы, вокруг здания были посажены разные деревья. В советское время церковь закрыли, в помещении был организован сельский клуб, где показывались фильмы, организовывались танцы. В 2000-х годах сельский клуб организован в другом месте. В 2020 году церквь начали восстанавливать.
В 1938 году в село после проведённого раскулачивания по направлению областной «Лесхимпромартели» направляется большевик Ф.С. Непеин для организации промысловой артели, председателем которой становится. Непеин Фёдор Семёнович родом с Вилегодского района Архангельской области. До этого он работал  мастером в промартели в деревне Новоникольская Нижнетавдинского района.
Артель называлась «Промышленная артель им. А.С. Пушкина». Со слов его председателя, артель занималась многими задачами: делали рогожи, кули; мебель, бочки, кирпич, деготь, скипидар, делали тес и доски на своей пилораме, добывали рыбу, рыбий жир, стреляли птицу. Должность председателя в артелях была выборной.
При артели была построена пилорама, закуплен паровой локомотив (на дровах). Засчёт выработанной энергии пилили доски, а вечером подавалось электричество. Село было электрифицировано в это время. Был столярный цех, в нём работали сосланные поволжские немцы. Построен кирпичный завод, обжигали глину в ямах.
В артели работало 180-183 человека, лошадей более 30-ти.
В яслях работала(заведовала?) жена Непеина Ф. С. — Непеина (Воробьёвская) Маргарита Афанасьевна.
В селе располагался сельсовет, численностью 3 человека, занимающийся учётом поголовья скота и земли. 
Сельский совет народных депутатов контролировал работу колхоза(совхоза), загруженность людей, полное использование имеющихся земель.
С частного хозяйства (семьи) молока нужно обязательно было сдавать по 400 л., даже если не было коровы.
На базе артели был сформирован колхоз «Путь к коммунизму».
При Хрущёве артели запретили (к 1960 году), имущество артелей забирало государство. Руководство артелей уже не выбирали трудовым коллективом, а ставили партийного назначенца. Частные наделы и хозяйства сильно урезали, практически запретили.
В 1960-е годы на базе нескольких колхозов увеличенного Плехановского сельсовета был сформирован совхоз «Рассвет». Председателем совхоза назначен младший сын Непеина Ф. С. — Непеин Геннадий.

### Приходская церковь

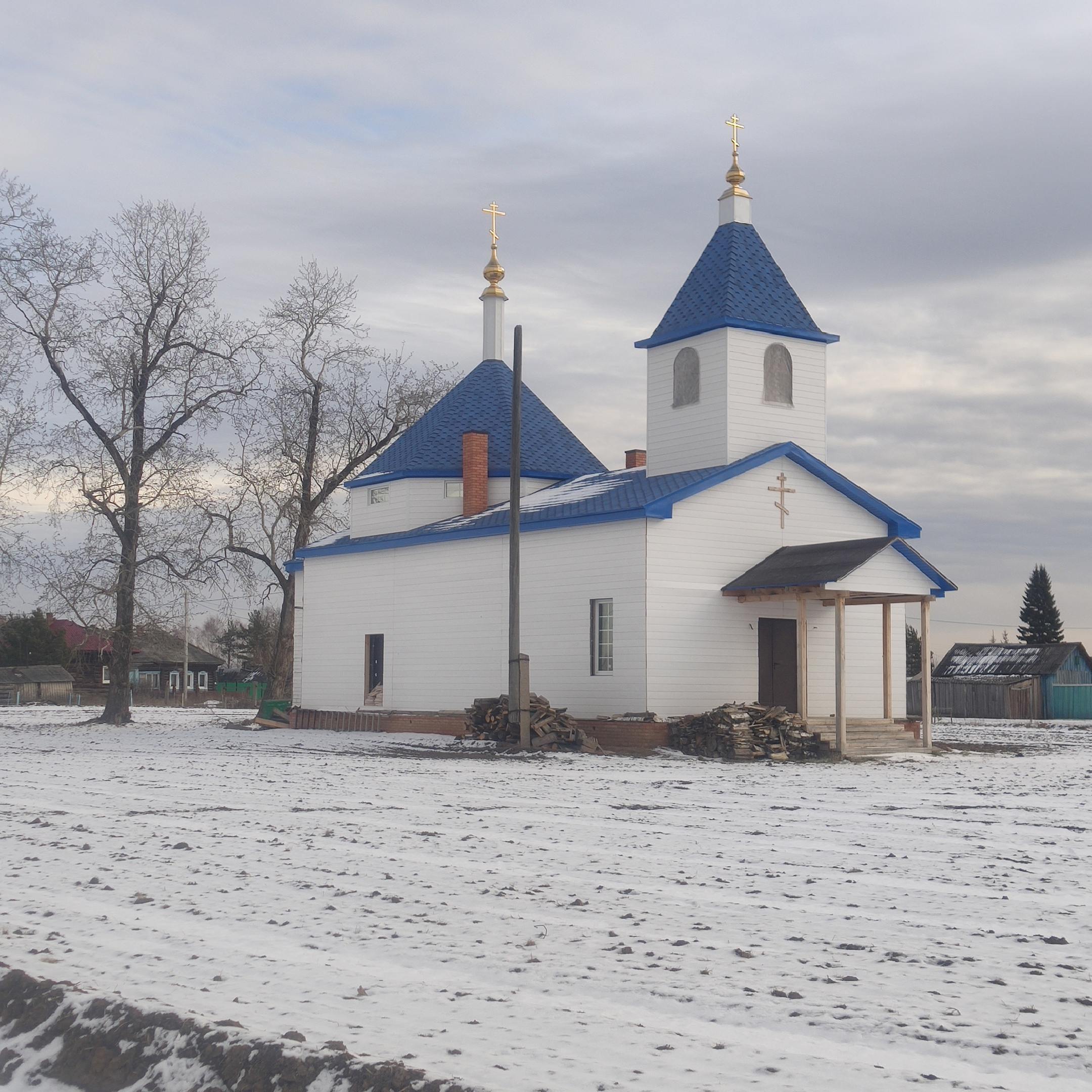
Введенская церковь в Плеханово

В 1857 году была построена деревянная церковь с одним престолом Введения во храм Пресвятой Богородицы. Вокруг церкви была деревянная решётчатая ограда внутри которой также находились: деревянный амбар, который отдал в 1866 году бывший церковнослужитель Андрей Желтицкий, деревянная сторожка 1888 года постройки.
В деревне Тараканово находилась с 1908 года церковно-приходская школа.
В 2020 году началось восстановление Введенской церкви. Поменяли фундамент, заменили часть сгнивших брёвен, заменили полностью обшивку, возвели новую, голубую крышу.
В 2021 году восстановились службы по основным праздникам. На Введенской площади планируется благоустройство. Введенская церковь относится к Тобольскому благочинию.

### Новейшее время
В 2000-е годы совхоз распался. Жители окрестных поселений лишились работы.
С 2017 года рядом с селом работает молочная ферма (ООО «Агрофирма Междуречье»). Также по состоянию на 2018 год работают СХПК «Тараканова», КФХ «Весна».

## Население
| 2010 |
| ---- |
| 309  |